# Victrix fasciata
Victrix fasciata là một loài bướm đêm trong họ Noctuidae.